# Gali
 Ovo je glavno značenje pojma Gali. Za grad i okrug u Abhaziji, odmetnutoj pokrajini Gruzije pogledajte Gali (grad), Okrug Gali.
Galima su Rimljani nazivali keltske stanovnike područja današnje Francuske i sjeverne Italije. Gali su u velikim seobama naselili u današnju Španjolsku, Panoniju, Ilirik, a došli su čak i do današnje Turske. Rimljani i Gali sukobljavali su se u razdoblju od 4. do 1. stoljeća pr. Kr. kada ih je Julije Cezar godine 51. pr. Kr. konačno pokorio. Posljednji galski vladar bio je Vercingetoriks, a posljednja bitka između Gala i Rimljana bila je kod Alezije. U bitci kod Alezije Gali poraženi i Galija je postala rimska pokrajina. Ubrzo su romanizirani.
Plemena (14, prema starim rimskim izvorima)
- Arverni.-
- Boji (Boii). –dolina rijeke Po, tradicionalni dom im je |Bohemija. Ovi iz Bohemije kasnije pod pritiskom Cimbra i Teutona sele u Francusku.
- Briganti (Brigantes).- velika konfederacija u sjevernoj Engleskoj. U 1. stoljeću iza Krista u savezu s Rimom.
- Durotriges. -
- Eduanci (Aedui).- središnja Galija (Francuska), oko Autuna.
- Eravisci (Eravisci).- u području Dunava. Jedno od glavnih naselja bilo im je kod Budimpešte.
- Helvećani (Helvetii).- suvremena Švicarska.
- Iceni.- područje današnje Engleske
- Nervijci (Nervii).- Sjeverna Galija (suvremena središnja Belgija)
- Parisii.- Područje modernog Pariza. Glavni grad bio im je Lutetia, prethodnik modernog Pariza.
- Skordisci (Scordisci).-
- Trinovanti (Trinovantes).- .-
- Veneti.-
- Volcae (Volki). –izvorno u središnjoj Europi (u susjedstvu Boja), dio je kasnije u južnoj Galiji (Francuska).